# Tatort: Frankfurter Gold
Tatort: Frankfurter Gold ist die sechste Episode der ARD-Krimireihe Tatort. Produziert wurde sie vom Hessischen Rundfunk. Es war die erste Folge mit Hauptkommissar Konrad, dargestellt von Klaus Höhne, als Ermittler. Die Erstausstrahlung fand am 4. April 1971 in der ARD statt.

## Handlung
Hauptkommissar Konrad öffnet missmutig das Archiv und präsentiert dem Zuschauer eine Akte mit dem Hinweis, der Zuschauer möge an dem Fall mehr Spaß haben als er.
Dann folgt eine Rückblende mit Aktenauszügen, den Spielszenen, in denen die Betrugsserie in ihrer Historie nachgespielt wird, und zwischenzeitlichen retrospektiven Aussagen von Beteiligten.
Es geht um den Betrugsfall Johannes Stein. Dieser war ein junger Banker und Angestellter eines Börsenmaklers.  Er verlobte sich mit Barbara Ratzmann.
Stein schafft es, in wohlhabende Kreise vorzudringen und sich als ein Finanzgenie darzustellen.
Er schlägt der  befreundeten Familie Wimper ein lohnendes Geschäft vor, bei dem sie Goldbarren einer Schweizer Bank als Sicherheit für Geschäfte beleihen, die in einer Frankfurter Bank hinterlegt werden sollen. Allerdings lässt Stein diese Goldbarren von dem Metallarbeiter Günther Ackermann fälschen, nur die äußerste Schicht ist Gold, der Rest Blei.
Die Masche scheint zu funktionieren, da niemand die Echtheit der Goldbarren kontrollieren kann, wenn sie weggeschlossen werden. Ackermann aber fürchtet um seine Bezahlung und reduziert die Dicke der Goldbeschichtung der gefälschten Barren und unterschlägt den Rest des Goldes. Dadurch sind die Barren leichter als Fälschung zu erkennen und der Schwindel fliegt auf.
Stein versucht, die Goldbarren anderweitig zu verkaufen, doch der Kaufinteressent Teufel durchschaut den Schwindel. Stein flieht und deponiert die falschen Goldbarren in einem Schließfach am Flughafen, wo die Polizei die Barren sicherstellt und als Fälschungen erkennt.
In Paris bemüht er sich, unter gutgläubiger Mithilfe des Französisch sprechenden Dr. Otto, neue Betrugsopfer zu finden. Stein wird schließlich von Konrad gefasst und in eine psychiatrische Klinik eingeliefert, wo er jedoch seine narzisstischen Störungen nicht kurieren kann.

## Hintergrund
Bei der Erstausstrahlung am 4. April 1971 im Deutschen Fernsehen erreichte der Film eine Einschaltquote von 55 %.
Die Geschichte basiert auf wahren Begebenheiten um den Fall Joachim Blum, der mit vergoldeten Bleibarren in den 1960er Jahren Geschäfte machte und im Mai 1973 wegen Betrug und Urkundenfälschung im Landgericht Frankfurt angeklagt wurde. Der Tatort, zwei Jahre vor Beginn der Strafverhandlungen ausgestrahlt, war begleitet von Skandalen aufgrund seines realitätsnahen, dokumentarischen Charakters. Laut Nachrichtenmagazin Der Spiegel hatte Regisseur Eberhard Fechner für das Drehbuch stundenlange Gespräche mit Blum geführt und den Chef der Frankfurter Kriminalpolizei Albert Kalk als Berater hinzugezogen. Einige Szenen wurden in der Original-Werkstatt des Goldbarren-Fälschers Helmut Enders im Taunus gedreht, der auch angeblich eine Gage erhalten hatte. Der Anwalt Herrn Blums, Hanns Schalast reichte 1971 rechtliche Schritte gegen den Hessischen Rundfunk ein. Er sah seinen Mandanten durch den Tatort in der Öffentlichkeit vorverurteilt und sprach von einer „Fernsehhinrichtung“.